# Ebersberger Forst (gemeindefreies Gebiet)

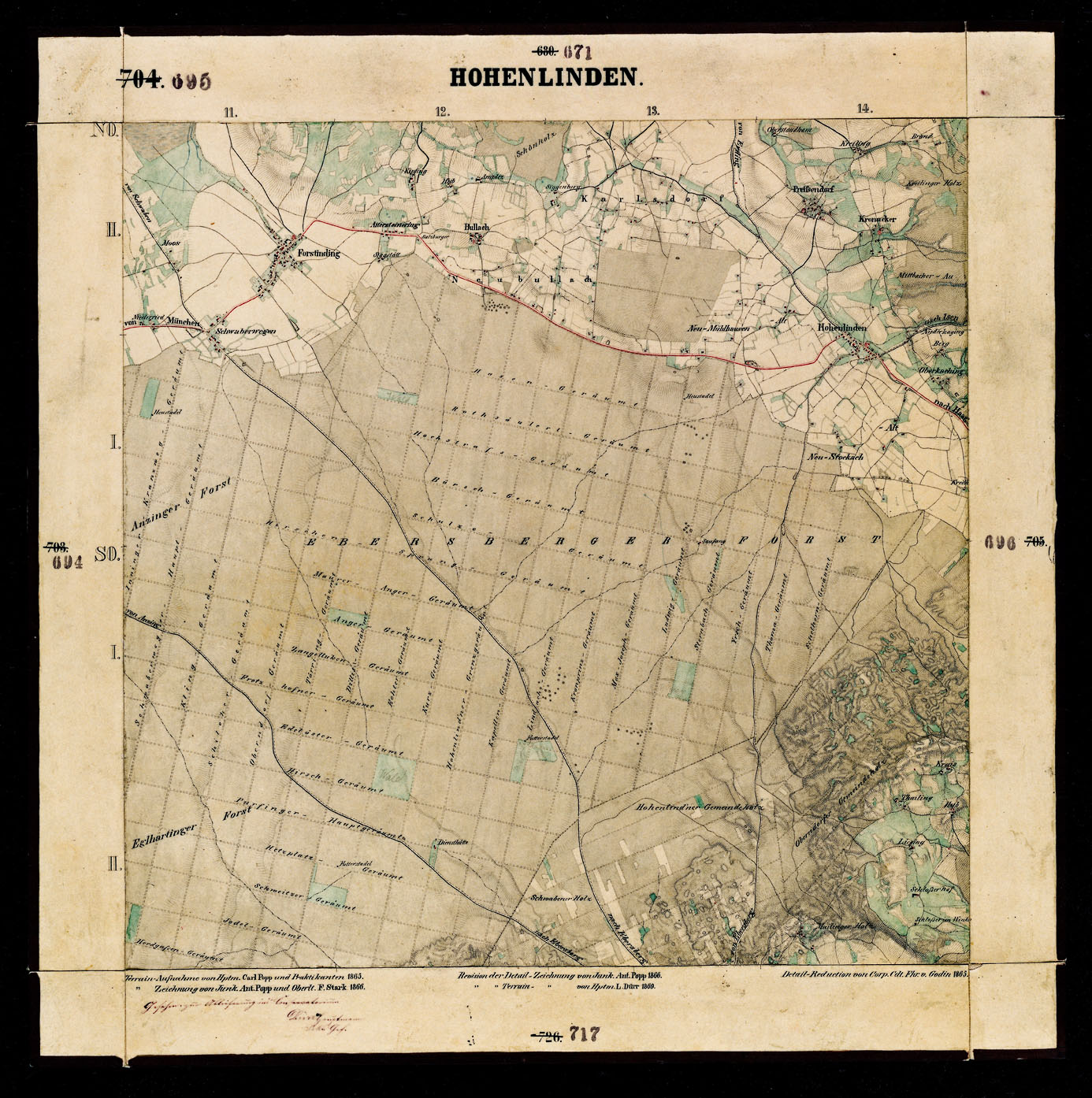
Karte von 1866

Der Ebersberger Forst ist ein gemeindefreies Gebiet im oberbayrischen Landkreis Ebersberg.

## Lage und Größe
Der Forst ist der östliche Teil des Naherholungsgebietes gleichen Namens (siehe Ebersberger Forst). Seine Fläche beträgt 17,8183 km².

## Bodendenkmäler
Im Ebersberger Forst befinden sich weitläufige Grabhügelfelder, aus denen teilweise Funde aus der Hallstattzeit geborgen wurden.
Reste eines Abschnittes der Römerstraße von Augsburg nach Wels sind erhalten.

## Baudenkmäler
Liste der Baudenkmäler im Ebersberger Forst

## Verwaltung
- Amtsgericht: Ebersberg
- Finanzamt: Ebersberg
- Vermessungsamt: Ebersberg
- Forstamt: Ebersberg
- Standesamt: Ebersberg

Die Gemarkung Ebersberger Forst gliedert sich in vier Staatsforstdistrikte, die mit aufsteigenden Römischen Zahlen nummeriert sind. Sie sind wiederum in Abteilungen untergliedert, die nur durch aufsteigende natürliche Zahlen bezeichnet sind und zumeist Flurstücken entsprechen. An den Grenzen dieser Flurstücke orientieren sich die allermeisten Wege und Geräumte im Gebiet.
- Staatsforstdistrikt I Hohenlinden (31 Abteilungen)
- Staatsforstdistrikt II Ebersberg (17 Abteilungen)
- Staatsforstdistrikt III Kapelle (24 Abteilungen)
- Staatsforstdistrikt IV Lehmberg (Lemberg) (28 Abteilungen)